# Fabre (métro de Montréal)
Pour les articles homonymes, voir Fabre.

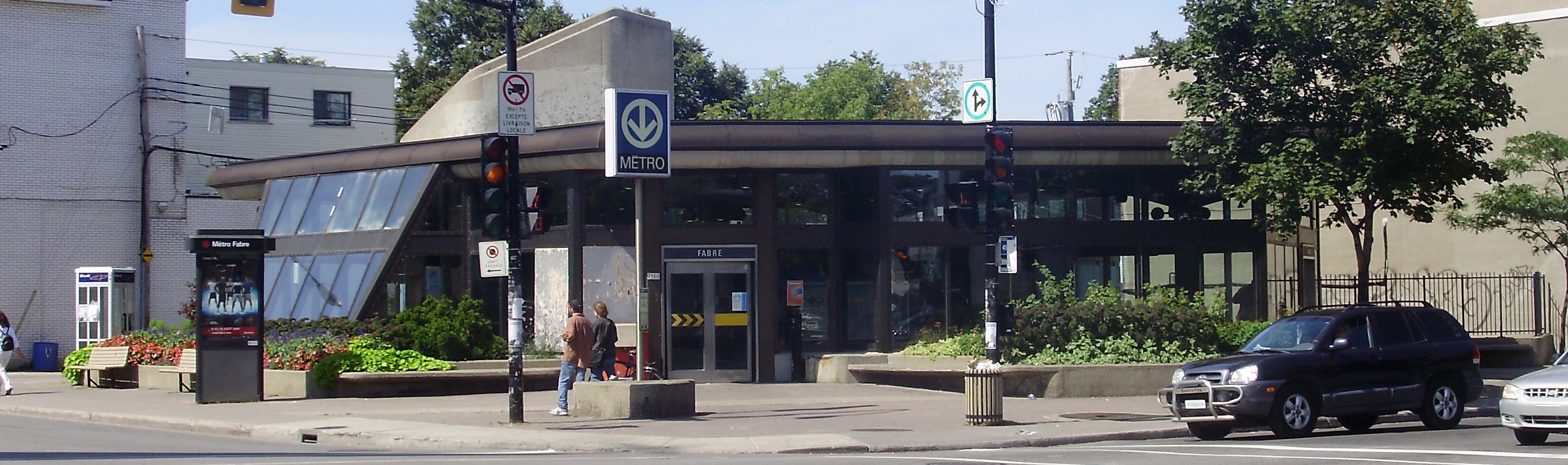
Édicule de la station Fabre

Fabre est une station sur la ligne bleue du métro de Montréal. La station est située dans le quartier de Villeray dans l'arrondissement de Villeray–Saint-Michel–Parc-Extension. Elle est nommée en l'honneur d'Édouard-Charles Fabre, archevêque de Montréal.

## Lignes de bus
| Numéros | Noms       | Service |
| ------- | ---------- | ------- |
| 45      | Papineau   | De Jour |
| 93      | Jean-Talon | De Jour |
| 359     | Papineau   | De Nuit |
| 372     | Jean-Talon | De Nuit |

## Édicules
- Édicule A: 1737, rue Jean-Talon Est.
- Édicule B: 1480, rue Jean-Talon Est.

L'édicule A comporte trois sorties: Une vers la rue Papineau, une vers le coin des rues Papineau et Jean-Talon et la dernière vers la rue Jean-Talon proche de la rue Marquette.
L'édicule B comporte deux sorties: Une vers le coin des rues Fabre et Jean-Talon et l'autre vers la rue Jean-Talon proche de la rue Garnier.

## Principales intersections à proximité
- rue Jean-Talon / rue Fabre
- rue Jean-Talon / rue Marquette

## Centres d'intérêt à proximité
- Hôpital Jean Talon
- Académie De Roberval
- Centre d'accueil Christophe-Colomb
- École Saint-Gabriel-Lalemant
- Église Copte Orthodoxe Saint-Marc